# Acropora schmitti
Acropora schmitti là một loài san hô trong họ Acroporidae. Loài này được Wells mô tả khoa học năm 1950.